# Liste des évêques de Torcello
La liste des évêques de Torcello recense le nom des évêques qui se sont succédé sur l'ancien siège du diocèse de Torcello (it), situé au nord de la lagune de Venise, en Italie. Torcello est le siège de l'évêché.
Créé en 640, il disparait en 1818 pour être intégré au Patriarcat de Venise. En 1968, Torcello devient un siège titulaire.

## Liste des évêques
Source : catholic-hierarchy.org
- 1007 — 1018 : Orso Orseolo (it), puis patriarche de Grado (1018 - 1049).
- 1018/26 — après 1040 : Vitale Orseolo (it), frère du précédent.
- … : Giovanni IV.
- 1216 — 1254 : Stefano Nadal.
- 1253 : Geoffroy, OP.
- 1314 : Domenico.
- 1319 - 1327 : Ptolémée de Lucques (Tolomeo da Lucca, Bartolomeo Fiadoni)
- 1351 - 1362 : Petrocino Casaleschi (it), transféré à l'archidiocèse de Ravenne.
- 1367 — 1373 : Paolo Balardi.
- 1426 — 1448 : Filippo Paruta (it), transféré à l'archidiocèse de Candie (Candia).
- 1448 – 1464 : Domenico de Dominici, transféré au diocèse de Brescia.
- 1464 – 1471 (†) : Placido Pavanello.
- 1471 – 1485 (†) : Simon Contarini.
- 1485 – 1514 (†) : Stefano Taleazzi (it) (Stefan Teglatije, de Taleazis).
- 1526 – 1563 (†) :  Girolamo Foscari (it).
- 1563 – 1579 : Giovanni Dolfin (it), transféré au diocèse de Brescia.
- 1579 – 1587 (†) : Carlo Pisani.
- 1587 – 1618 (résigne) : Antonio Grimani (en), transféré au Patriarcat d'Aquilée.
- 1618 – 1625 (†) : Zaccaria della Vecchia (en).
- 1625 – 1625 : Marco Giustiniani (en), transféré au diocèse de Ceneda, puis de Vérone.
- 1626 – 1643 (†) : Marco Zeno.
- 1643 – 1673 (†) : Marco Antonio Martinengo.
- 1673 – 1691 (†) : Giacomo Vianoli (it).
- 1692 – 1735 (†) : Marco Giustiniani (en)
- 1735 – 1753 (†) : Vincenzo Maria Diedo.
- 1753 – 1759 : Nicolò Antonio Giustiniani.
- 1759 – 1767 : Marco Giuseppe Cornaro (Famille Corner), transféré au Diocèse de Vicence.
- 1767 – 1773 : Giovanni Nani (it), transféré au diocèse de Brescia.
- 1773 – Mar 1792 (†) : Paolo Da Ponte (it).
- 1792 – 1804 (†) : Niccolò Angelo Sagredo (it).

Suppression du siège le 1er mai 1818.

## Liste des évêques titulaires
En 1968, création d'un évêché titulaire (de).
- 1969 — 1988 (†) : Gino Paro (de)
- 1989 — 2007 : Giovanni Tonucci
- 2007 — 2009 : Gianfranco Agostino Gardin (it)
- 2010 - Piero Pioppo.